# Kloa Rookery
Koordinaten: 66° 39′ S, 57° 16′ O
Die Kloa Rookery ist eine Brutkolonie der Kaiserpinguine an der Küste des ostantarktischen Kemplands. Sie liegt auf dem Meereis an der Landspitze Kloa.
Peter Hugh Clemence (1925–2019), Staffelführer der Royal Australian Air Force für Antarktisflüge von der Mawson-Station, entdeckte sie bei einem Überflug mit einer DHC-2 Beaver im Jahr 1957. Das Antarctic Names Committee of Australia benannte sie nach der benachbarten Landspitze.